# Mihai Lucan
Mihai Lucan (n. 5 iunie 1948, Ștefănești, Botoșani) este un medic chirurg român, specialist în urologie. A fost șeful catedrei de Urologie la Universitatea de Medicină și Farmacie „Iuliu Hațieganu” din Cluj și al Institutului Clinic de Urologie și Transplant Renal din Cluj.
A studiat la Liceul „Gheorghe Lazăr” din București și a absolvit Facultatea de Medicină Generală a Universității "Carol Davila" în 1972. A lucrat în cadrul Spitalului Floreasca și a Spitalului Fundeni din București, iar în 1986 obține titlul de Doctor în Științe Medicale, sub îndrumarea profesorului Eugeniu Proca. În anul 1990 a devenit medic primar urolog și conferențiar universitar, fiind numit șeful catedrei de Urologie la Universitatea de Medicină și Farmacie „Iuliu Hațieganu” din Cluj, în anul 1992 obține titlul de profesor doctor universitar. Din anul 2005 este șeful Oficiului Regional de Transplant Cluj.
În anul 1980 a participat la efectuarea primului transplant renal din România, făcând parte din echipa condusă de profesorul Eugeniu Proca, împreună cu profesorul Anghel Popescu.
În anul 2003 a realizat prima nefrectomie laparoscopică pentru transplant asistată robotic și de telemedicină din lume, împreună profesorul Ralph Senner, de la Clinica de Chirurgie Robotică din München.
În anul 2004 profesorul Mihai Lucan a efectuat primul transplant combinat de rinichi și pancreas.
În 2010 a efectuat primul transplant de rinichi de la un cadavru, în premieră în Europa de Est.
În decursul carierei, a efectuat zeci de mii de operații urologice și de intervenții endoscopice și laparoscopice, precum și mii de transplanturi renale.
Mihai Lucan a fost decorat cu Ordinul "Steaua României" în grad de Comandor în anul 2000 și cu ordinul "Meritul Sanitar" în grad de Mare Ofițer în anul 2006..
Este cetățean de onoare al municipiului Cluj-Napoca și al municipiului Botoșani.
În primăvara anului 2009 a fost numit consilier al premierului Emil Boc pe probleme de sănătate. Anterior, profesorul Mihai Lucan îi efectuase acestuia o intervenție chirurgicală pentru pietre la rinichi, în mai 2008, când Emil Boc era primarul municipiului Cluj-Napoca.

## Controverse și probleme cu justiția
Pe 29 august 2013 Alexandru Arșinel a fost supus unui transplant de rinichi efectuat de o echipă de medici condusă de Mihai Lucan.
Faptul că s-a găsit un rinichi la doar trei zile după internare a atras criticile pacienților care suferă de insuficiență renală. Mihai Lucan s-a apărat spunând că starea biologică, în pofida vârstei de 70 de ani, l-au recomandat pentru un transplant de rinichi.
Pe 23 decembrie 2017 a fost arestat de DIICOT sub acuzația că ar fi delapidat Institutul de Urologie și Transplant Renal din Cluj, cu un prejudiciu de peste un milion de euro. În timpul perchezițiilor domiciliare au fost găsite 600.000 euro cash. 